# Saylee Swen
Saylee Swen (ur. 29 lutego 1984 w Monrovii) – liberyjski piłkarz grający na pozycji bramkarza.